# Episodi di Ned - Scuola di sopravvivenza (prima stagione)
La prima stagione della serie televisiva Ned - Scuola di sopravvivenza è andata in onda negli Stati Uniti dal 12 settembre al 30 dicembre 2004 sul canale satellitare Nickelodeon.
In Italia è stata trasmessa dal 16 ottobre al 2 novembre 2006 sempre su Nickelodeon.
| nº | Titolo originale                        | Titolo italiano                                     | Prima TV USA      | Prima TV Italia |
| -- | --------------------------------------- | --------------------------------------------------- | ----------------- | --------------- |
| 1  | Guide to The First Day and Lockers      | Guida al primo giorno e all'armadietto              | 12 settembre 2004 | 16 ottobre 2006 |
| 2  | Guide to Bathrooms and Project Partners | Guida ai bagni e ai compagni di progetto            | 19 settembre 2004 | 17 ottobre 2006 |
| 3  | Guide to Detentions and Teachers        | Guida alle punizioni e ai professori                | 26 settembre 2004 | 18 ottobre 2006 |
| 4  | Guide to Seating and Tryouts            | Guida ai posti e alle selezioni sportive            | 10 ottobre 2004   | 19 ottobre 2006 |
| 5  | Guide to Crushes and Dances             | Guida ai primi amori e alla festa danzante          | 17 ottobre 2004   | 20 ottobre 2006 |
| 6  | Guide to Sick Days and Spelling Bees    | Guida alle malattie e allo spelling                 | 24 ottobre 2004   | 23 ottobre 2006 |
| 7  | Guide to Rumors and Photo Day           | Guida alle voci di corridoio e al giorno delle foto | 31 ottobre 2004   | 24 ottobre 2006 |
| 8  | Guide to Elections and Talent Show      | Guida alle elezioni e al talento                    | 7 novembre 2004   | 25 ottobre 2006 |
| 9  | Guide to Computer Lab and Backpacks     | Guida al laboratorio d'informatica e agli zaini     | 28 novembre 2004  | 26 ottobre 2006 |
| 10 | Guide to Notes and Best Friends         | Guida ai messaggi e ai migliori amici               | 9 dicembre 2004   | 27 ottobre 2006 |
| 11 | Guide to Daydreaming and Gym            | Guida ai sogni ad occhi aperti e alla palestra      | 16 dicembre 2004  | 30 ottobre 2006 |
| 12 | Guide to Cheaters and Bullies           | Guida ai copioni e ai bulli                         | 23 dicembre 2004  | 31 ottobre 2006 |
| 13 | Guide to Emergency Drills and Late Bus  | Guida all'esercitazioni e all'autobus in ritardo    | 30 dicembre 2004  | 2 novembre 2006 |

## Guida al primo giorno e all'armadietto
- Titolo originale: Guide to The First Day and Lockers
- Diretto da: David Kendall
- Scritto da: Scott Fellows

### Trama
Ned e Cookie confrontano il loro orario e vedono che non hanno un'ora insieme, e decidono di sfruttare un'ora facoltativa con Moze; la ragazza però si rifiuta, perché ha già scelto cucina per farsi delle amiche. Ned e Cookie non lo accettano e cercano di seguirla; Moze lo scopre e finge di iscriversi al corso di falegnameria per depistarli. Cookie cerca di iscrivere lui e Ned a questo corso di cucina che Moze ha scelto di nascosto ma, per sbaglio, cancella il nome della ragazza e la sposta a falegnameria, diventando così l'unica coppia di ragazzi nel corso di scienze della vita, diventando la "famiglia alternativa".
Ned ha un armadietto vicino ad un ragazzo che si chiama "Timmy Toot Toot" che spara peti in continuazione; Billy crede che Ned sia il responsabile della puzza e lo prede in giro. Cookie ha un armadietto troppo lontano e arriva ogni giorno in ritardo in palestra, e l'allenatrice Dirga gli dice che se arriverà di nuovo in ritardo gli darà insufficiente. Moze inizia una guerra degli armadietti con Suzie per fare nuove amicizie, ma fallisce ogni volta. Ned cerca un nuovo armadietto e Claire propone uno scambio con Lisa Zemo, che acconsente a condizione di uscire con Cookie. Ned accetta e aiuta Cookie ad arrivare in tempo in palestra usando il carrello porta-scope. Gordy però distrugge l'armadietto di Moze nel tentativo di catturare la donnola, ma riesce poi a ripararlo. Per fortuna, Ned ottiene il nuovo armadietto ma nella zona di Billy.

## Guida ai bagni e ai compagni di progetto
- Titolo originale: Guide to Bathrooms and Project Partners
- Diretto da: Paul Hoen
- Scritto da: Scott Fellows e Joe Fallon

### Trama
Moze ha paura di entrare in bagno perché il trio delle streghe ha occupato quello delle ragazze, così da non potere leggere l'elenco dei gettonati, una lista dove le ragazze commentano i ragazzi della scuola. Ned vuole che Moze lo faccia entrare in quella lista per vedere quali sono le reazioni delle ragazze, per poi darle dei consigli sui bagni. Cookie deve fare pipì, ma la trattiene per evitare di entrare in bagno. Moze vede, oltre agli insulti, tre baci con il rossetto rosso chiaro sul nome di Ned e il ragazzo decide di scoprire chi sia stato. Ned crede che sia Suzie per la tonalità del suo rossetto, e decide che vuole incontrarla nell'atrio alle 15. Cookie non ce la fa più e decide di andare in bagno, ma per sbaglio entra in quello delle ragazze e si fa aiutare da Ned, Moze e Gordy ed esce dal bagno senza essere scoperto da nessuno. Ned va nell'atrio per incontrare la sua ammiratrice ma scopre che il rossetto di Suzie le è stato prestato dal trio delle streghe, e Ned scappa impaurito.
Moze sceglie come compagno per gli studi egizi Seth Powers, che non contribuisce perché pensa continuamente alla pallacanestro. Billy ruba la bambina-bambolotto di Cookie e Ned del corso di scienze della vita, e non gliela darà finché Moze non sarà la sua compagna per gli studi egizi. Il signor Monroe ha una riunione con gli insegnanti e decide di anticipare la revisione dei bambolotti. Ned e Cookie, nel panico, convincono Moze a fare il progetto degli studi egizi, dopo che Seth ha deciso di fare il progetto con Martin; così Ned recupera la testa della bambina.

## Guida alle punizioni e ai professori
- Titolo originale: Guide to Detentions and Teachers
- Diretto da: Jonathan Winfrey
- Scritto da: Lazar Saric

### Trama
Cookie costruisce un aeroplanino di carta e lo mostra a Ned e Moze; Sweeney intima Cookie di non lanciarlo, ma Billy, chiudendo il suo armadietto, crea una brezza che va volare l'aeroplanino. Sweeney mette Cookie in punizione, perché crede che l'abbia fatto di proposito, assieme a Ned e Moze. Cookie finge di essere un duro e di essere finito in punizione per avere ferito Sweeney, così da acquisire il rispetto di alcuni amici. Moze non ha paura e va tranquillamente nell'aula di punizioni ma la Dirga la prende con sé per pulire cancelletti. Cookie e Ned rimangono soli con i ragazzi di terza, così cercano di avvicinarsi il più possibile alla cattedra di Sweeney per restare al sicuro; Sweeney se ne va per un momento (quando mancano 5 minuti alla libertà) e i bulli di terza stanno per picchiare Ned e Cookie ma, all'improvviso, l'aeroplanino colpisce l'occhio del capo dei bulli: Ned e Cookie sono salvi.
Ned crede che Sweeney lo odi senza motivo poiché gli dà delle "F". Nell'aula di matematica di Moze arriva un tirocinante che non si fa rispettare dagli studenti. Cookie non riesce a non sbavare vedendo la sua insegnante di spagnolo e, non potendo concentrarsi nello studio, prende delle "F". Ned cerca di diventare il cocco del prof. (credendo che serva a qualcosa), ma senza ottenere i risultati che aspettava. Ned capisce quindi di doversi impegnare e, dopo avere studiato, riesce ad ottenere la sufficienza. Moze aiuta il professore a fare una piccola scenetta per impaurire gli studenti e fargli avere un po' di rispetto. Cookie si trasferisce in un altro corso di lingue, dove però si distrae comunque.

## Guida ai posti e alle selezioni sportive
- Titolo originale: Guide to Seating and Tryouts
- Diretto da: Fred Savage
- Scritto da: Scott Fellows

### Trama
Ned vuole assolutamente sedersi al tavolo "giusto" della mensa, dove si trovano i ragazzi più popolari della scuola. Moze arriva in ritardo alla lezione di scienze ed è costretta a sedersi nella prima fila dell'aula. Cookie, sotto consiglio di Moze, decide di ingrandire la buca del vialetto della strada per fare sobbalzare l'autobus durante il tragitto verso casa, facendosi aiutare da Gordy. Ned, rifiutato dai ragazzi del tavolo "giusto", decide di crearne un altro più giusto. Sweeney si accorge del miglioramento di Moze e decide di creare una nuova prima fila dell'aula. Cookie e Gordy si feriscono gravemente dal sobbalzo dell'autobus e Ned viene cacciato dal suo tavolo più giusto, e capisce quindi che il tavolo giusto è quello formato dai tuoi amici.
Ned tenta di fare le selezioni sportive per la pallacanestro essendo cresciuto di 1 cm, mentre Moze tenta tutti gli sport tranne le selezioni per le cheerleader, che viene scelto da Cookie per fare colpo sulle ragazze. Ned passa la prima selezione di basket, ma crede di non passare la finale essendo troppo basso; Moze passa tutte le selezioni e, istintivamente, sceglie la pallavolo, scelta anche da Suzie, che diventa la sua rivale ufficiale. Cookie viene rifiutato dalle cheerleader perché maschio, ma ingaggia Clare per denunciare la Dirga così da permettergli di partecipare, ma Clare gli fa capire che è stato rifiutato perché una schiappa. Ned usa delle scarpe giganti per sembrare più alto ma non passa.  Moze viene selezionata, ma come co-capitano, mentre Suzie come capitano. Sia Ned che Cookie si arrendono e decidono di allenarsi per entrare nella squadra il prossimo anno.

## Guida ai primi amori e alla festa danzante
- Titolo originale: Guide to Crushes and Dances
- Diretto da: Paul Hoen
- Scritto da: Rick Groel e Mike Preister

## Guida alle malattie e allo spelling
- Titolo originale: Guide to Sick Days and Spelling Bees
- Diretto da: Adam Weissman
- Scritto da: Joe Fallon

## Guida alle voci di corridoio e al giorno della foto
- Titolo originale: Guide to Rumors and Photo Day
- Diretto da: Fred Savage
- Scritto da: Lazar Saric e Joe Fallon

### Trama
Clare dice a Ned che Moze preferisce essere chiamata con il suo nome, cioè Jennifer, ma Ned dice che a lei piace Moze (come soprannome); una ragazza fraintende, e crede che Ned sia innamorato di Moze, e diffonde la voce. Moze considera Ned solo come amico e cerca di evitarlo, perché crede che voglia invitarla ad uscire. Gordy intanto avvisa Cookie e Ned della voce dello "sciacquone atomico", che avviene quando tutti i bagni vengono attivati nello stesso momento facendo sobbalzare la scuola. Ned lascia il comando del piano dello "sciacquone atomico" a Cookie mentre cerca di chiarire con Moze. Cookie tenta di convocare tutti i suoi amici per fare in modo che diventi possibile, ma Sweeney (avendo origliato il piano) decide di non far entrare Gordy nel bagno dei professori, cioè quello principale. Ned e Moze nel frattempo chiariscono il malinteso, ma gli altri pensano ancora che loro due stiano insieme, e così decidono di fare finta di lasciarsi. Quando è giunto il momento di azionare gli sciacquoni, Gordy convince Sweeney ad attivarlo; Ned e Moze azionano lo sciacquone del bagno dell'infermeria con Cookie anche se sembra che non succeda niente ma in realtà, nel bagno dei professori, la pressione dell'acqua distrugge la porta del bagno e fa sobbalzare di qualche millimetro la scuola.
È il giorno della foto e tutti si preparano, tranne Moze che non intende farsi fotografare perché non è fotogenica, a differenza di Ned che viene bene in qualsiasi situazione. Ned aiuta Moze per il giorno della foto e Cookie (stanco di venire male nelle foto) decide di fare un'audizione per un "Cookie" che possa sostituirlo. Cookie trova un modello che lo sostituirà per la foto, ma per sbaglio urta Gordy e cade su Ned; l'urto con quest'ultimo fa cadere del miele sul ragazzo e delle piume s'incollano facendolo sembrare un pollo, così Moze ride e riesce ad ottenere una bella foto e "Cookie" ha la sua più bella fotografia, a differenza di Ned.

## Guida alle elezioni e al talento
- Titolo originale: Guide to Elections and Talent Show
- Diretto da: Jonathan Winfrey
- Scritto da: Lazar Saric e Scott Fellows

### Trama
Ned viene proposto come presidente del corpo studentesco dal trio delle streghe e viene obbligato a candidarsi. Moze e Cookie lo incitano ad iscriversi per evitare di far vincere Suzie o Dagh, che sprecano i soldi del comitato per cose inutili. Ned accetta dopo essere approvato da molti studenti e dalla Dirga. Dopo il discorso, Cookie scopre che tutti sono alla pari e che c'è un solo studente indeciso: Testa di Cocco. Tutti origliano e lo vanno a cercare; dopo essere stato colpito dalle t-shirt di Suzie, essere stato investito dalle ragazze di Dagh ed essere stato picchiato dal trio delle streghe, decide di votare per la donnola. Anche se Ned non vince, la sua campagna ha avuto comunque successo, perché il vicepresidente Martin attua il suo progetto.
Il Sig. Wright organizza l'annuale spettacolo della scuola, ma non si accorge che ai ragazzi il suo spettacolo non piace perché troppo noioso. Ned decide di organizzare uno spettacolo alternativo, dove tutti gli studenti possano esibirsi con libertà. Moze non vuole partecipare perché dice di non avere un talento particolare, ma Chopsaw le fa capire che l'abilità con cui lavora il legno è un gran talento. Arrivato il giorno pattuito, nessuno va allo spettacolo alternativo, perché hanno tutti paura di mancare allo spettacolo del sig. Wright; Cookie allora va a chiamare gli studenti incitandoli a venire a quello alternativo, dicendo che lo spettacolo classico è troppo noioso. Il sig. Wright, vedendo che non c'è più nessuno, decide di andare a vedere cosa succede. Wright scopre lo spettacolo alternativo di Ned e capisce che i suoi gusti non incontravano i favori dei ragazzi, così decide di organizzare un altro spettacolo il prossimo anno con l'aiuto di Ned.

## Guida al laboratorio di informatica e agli zaini
- Titolo originale: Guide to Computer Lab and Backpacks
- Diretto da: Fred Savage
- Scritto da: Mike Preister e Rick Groel

### Trama
Moze chiede a Cookie di stampare il suo progetto di computer-grafica con la sua panta-stampante. Ned dimentica di fare il suo progetto e decide di andare al laboratorio di informatica. Billy e Crony spingono Cookie contro gli armadietti, mandando in corto la stampante; Cookie potrebbe però salvare il progetto di Moze se riuscisse a trasferirlo in un computer. Ned entra nel laboratorio avendo un'ora a disposizione, e Moze fa pressione su di lui perché usi il suo computer, ma il signor Kwest bandisce Ned, Moze e Cookie dal laboratorio per 1 settimana. Il sistema di Cookie va in corto e il ragazzo, con l'aiuto di Lisa, riesce ad apprezzare il mondo senza l'uso della tecnologia. Lisa e Testa di Cocco hanno un'ora ciascuno al laboratorio di informatica e la cedono a Ned e Moze che però, essendo stati banditi, si travestono da Lisa e Testa di Cocco per entrare senza problemi. Il signor Kwest si mette in chat con oltre 40 professori mandando in tilt tutti i computer e scopre che Lisa e Testa di Cocco sono in realtà Ned e Moze. I due ragazzi chiedono a Cookie di aggiustare i computer e, dopo averlo fatto, decide di dare lezioni di informatica al signor Kwest; Moze riceve la sua "A+" e Ned ottiene una proroga per completare il suo progetto.
Moze perde il suo zaino con all'interno il suo diario personale. Cookie, invece dello zaino, crea un vestito in velcro per incollare tutti gli strumenti scolastici a se stesso e tenerli sotto mano. Ned ha bisogno di un nuovo zaino, visto che il suo è completamente distrutto, e un ragazzo gli mostra un luogo segreto dove può prendere uno zaino a suo piacimento. Ned decide di prendere il modello "pachiderma", uno zaino enorme. Cookie cerca lo zaino di Moze, ma Billy e Crony lo attaccano alla bandiera della scuola, fatta anch'essa di velcro; Suzie e Bizzy trovano poi lo zaino di Moze nello spogliatoio e Cookie se lo riprende per restituirlo a Moze. Ned non riesce a sostenere il peso del suo nuovo zaino e decide di cambiarlo.

## Guida ai messaggi e ai migliori amici
- Titolo originale: Guide to Notes and Best Friends
- Diretto da: Paul Hoen
- Scritto da: Lazar Saric e Scott Fellows

## Guida ai sogni ad occhi aperti e alla palestra
- Titolo originale: Guide to Daydreaming and Gym
- Diretto da: Joe Menendez
- Scritto da: Scott Fellows e Lazar Saric

## Guida ai copioni e ai bulli
- Titolo originale: Guide to Cheaters and Bullies
- Diretto da: Chip Hurd
- Scritto da: Mike Preister e Rick Groel

## Guida all'esercitazioni e all'autobus in ritardo
- Titolo originale: Guide to Emergency Drills and Late Bus
- Diretto da: Fred Savage
- Scritto da: Rick Groel e Joe Fallon